# Kätkäjärvi (sjö, lat 68,12, long 23,38)
Kätkäjärvi är en sjö i Finland. Den ligger i kommunen Muonio i landskapet Lappland, i den norra delen av landet, 900 km norr om huvudstaden Helsingfors. Kätkäjärvi ligger 250,2 meter över havet. Den är 7,29 meter djup. Arean är 1,72 kvadratkilometer och strandlinjen är 8,9 kilometer lång. Sjön  ingår i Torne älvs huvudavrinningsområde. 